# Mns. Panah
Mns. Panah is een bestuurslaag in het regentschap Pidie van de provincie Atjeh, Indonesië. Mns. Panah telt 349 inwoners (volkstelling 2010).